# Боливија на Летњим олимпијским играма 1936.
Боливија је дебитовала на Олимпијским играма 1936., у Берлину, Нацистичка Немачка. Учествовала је са једним такмичарем, који се такмичио у једној пливачкој дисциплини.
Заставу Боливије на свечаном отварању Олимпијских игара 2008. носио је једини такмичар пливач Алберто Конрад.
Бливија на овим играма није освојила ниједну медаљу.

### Пливање

#### Мушкарци
| Пливач        | Дисциплина     | Група  | Група     | Полуфинале       | Полуфинале       | Финале           | Финале  | Детаљи |
| Пливач        | Дисциплина     | Време  | Пласман   | Време            | Пласман          | Време            | Пласман | Детаљи |
| ------------- | -------------- | ------ | --------- | ---------------- | ---------------- | ---------------- | ------- | ------ |
| Албрто Конрад | 100 м слободно | 1:17,5 | 7 у гр. 2 | Није се пласирао | Није се пласирао | Није се пласирао | 45 / 45 |        |